# Kurtha
Kurtha (nep. कुर्था) – gaun wikas samiti w środkowej części Nepalu w strefie Dźanakpur w dystrykcie Dhanusa. Według nepalskiego spisu powszechnego z 2011 roku liczył on 1350 gospodarstw domowych i 7815 mieszkańców (3691 kobiet i 4124 mężczyzn).